# Amagerbro Provsti
Amagerbro Provsti er et provsti i Københavns Stift.  Provstiet ligger i Københavns Kommune.
Amagerbro Provsti består af 12 sogne med 12 kirker, fordelt på 10 pastorater.

## Pastorater
| Pastorater i Amagerbro Provsti   | Pastorater i Amagerbro Provsti | Pastorater i Amagerbro Provsti |
| -------------------------------- | ------------------------------ | ------------------------------ |
| Allehelgens-Sundkirkens Pastorat | Christians Pastorat            | Filips Pastorat                |
| Højdevangs Pastorat              | Islands Brygges Pastorat       | Nathanels Pastorat             |
| Simon Peters Pastorat            | Solvang Pastorat               | Sundby Pastorat                |
| Vor Frelsers Pastorat            |                                |                                |

## Sogne
| Sogne i Amagerbro Provsti | Sogne i Amagerbro Provsti      | Sogne i Amagerbro Provsti |
| ------------------------- | ------------------------------ | ------------------------- |
| Allehelgens Sogn          | Christians Sogn                | Filips Sogn               |
| Højdevangs Sogn           | Islands Brygges Sogn           | Nathanaels Sogn           |
| Simon Peters Sogn         | Solvang Sogn                   | Sundby Sogn               |
| Sundkirkens Sogn          | Vor Frelsers Sogn Ørestad Sogn |                           |